# Quinta Las Guaicas
La Quinta Las Guaicas, esta última palabra deletreada alternativamente como Guaycas (lanzas en lengua aborigen), es una vivienda particular construida en el sector de Campo Alegre de Caracas, Venezuela, diseñada por el arquitecto de origen vasco Manuel Mujica Millán y terminada en 1932.
Esta vivienda formó parte del macroproyecto de creación y diseño de la urbanización Campo Alegre por parte del propio Millán, proyectada sobre los antiguos terrenos de la Hacienda Pan Sembrar, y a la que concibió con calles arboladas y ramblas con villas de distintos estilos arquitectónicos que el artista ocupó y vendió sucesivamente. Las Guaicas fue la residencia particular de Millán, para la cual se inspiró en la modernidad catalana y en el racionalismo arquitectónico. Por ende, la fachada está desprovista de recursos decorativos y se compone de volúmenes cúbicos blancos sostenidos por pilares
La construcción de esta vivienda significó la entrada al país del Estilo Internacional, por lo que es considerada la primera muestra de arquitectura moderna en el país.
Al día de doy, la casa se encuentra abandonada y en un preocupante estado de deterioro.